# كيروف آول
كيروف آول (بالروسية: Кироваýл)، هي قرية في جمهورية داغستان في روسيا. يبلغ عدد سكانها حوالي 3000 نسمة.